# 良城県
良城県（りょうじょう-けん）は中華人民共和国江蘇省にかつて存在した県。現在の邳州市の一部に相当する。
前漢により邳州市南東部に設置された良成県を前身とする。西晋により良城県と改称された。南北朝時代になると北斉により廃止された。
隋代になると591年（開皇11年）に邳州市北西部に再設置された。627年（貞観元年）に廃止されている。